# Podgorje vára
Podgorje vára (horvátul: Kaštel Podgorje) egy várrom Horvátországban, a Jasztrebarszkához tartozó Draga Svetojanska település határában.

## Fekvése
Podgorje vagy más néven Turanj várának maradványai a falu felett, a Žitnica és a Špigel hegyek közti szoros fölé emelkedő 220 m magas magaslaton találhatók.

## Története
Podgorje vára a középkorban az egész vidéket uraló podgorjei várispánság székhelye volt, mely a 12-14. században szerepel a történeti forrásokban. Ezt a szerepét 1293-ig töltötte be, amikor III. András király a várispánságot a Babonicsoknak adta. Babonics Radoszlav ekkor az uradalmi székhelyet Lipovec várába költöztette át, ettől kezdve Podgorje egyszerű magánvárként funkcionált. 1327-ben a vár a bánok közvetlen irányítása alá került, majd 1373 után adományként Mutinai János lipoveci nemes tulajdona lett. 1464-ben házasság révén Frangepán Márton szerezte meg, aki Bukovec, Belčići és Volavje falvakkal együtt alattvalójának Lukacsics Pálnak adta. Később több nemesi család tulajdona volt. Miután védelmi szerepét betöltötte tulajdonosai elhagyták, majd romlásnak indult.

## A vár mai állapota
A várból mára mindössze a hengeres torony falai és az övező falak csekély maradványai láthatók, melyek egy szűk négyszögű udvart vettek körül. A torony fala egyik oldalán, egyötöd részén emeletnyi (mintegy 12 méter) magasságban áll, dús futónövényzettel borítva. 
A többi részen a falnak csak az alapozása maradt meg, a többi rész leomlott. A torony északi részén még látható az egykori lőrés maradványa.
A lelőhelyen 2004 óta végeznek feltárási munkákat, 2005 folyamán pedig állagmegőrzési munkákat végeztek. A régészeti kutatás szakértője Amelio Vekić volt. A munkákat a Kulturális Minisztérium finanszírozta. A kutatások során arra jutottak, hogy a vár mai maradványai nem román stílusúak, hanem egy középkori törökellenes erődítmény maradványai, mely a 15. század fordulójától a 16. századig állt fenn. A külső átmérőt 13 méterben, míg a falak vastagságát 1,5 méterben határozták meg. Az egész területen rendkívül kevés építőkövet találtak, mert a maradványok az elhagyása után kőfejtővé váltak a helyi lakosság számára. A konzerválási munkák során a torony ledőlt falrészeit 2 méteres magasságig építették vissza annak érdekében, hogy az egykori formája bemutatható legyen.